# Lista de filmes perdidos (1900-09)
Esta é uma lista de  filmes perdidos que foram lançados na década de 1900.
| Ano  | Filme                                | Diretor                    | Elenco                                                        | Notas | Ref   |
| ---- | ------------------------------------ | -------------------------- | ------------------------------------------------------------- | --- | ----- |
| 1900 | Solser en Hesse                      | M.H. Laddé                 |                                                               | Primeiro filme com este título, apresentando os comediantes holandeses Lion Solser e Piet Hesse.                                                                                                  | [ 1 ] |
| 1903 | Hiawatha, the Messiah of the Ojibway | Joe Rosenthal              |                                                               | Acredita-se ser o primeiro filme de ficção canadense. | [ 2 ] |
| 1906 | Solser en Hesse                      | M.H. Laddé                 |                                                               | Segundo filme com este título, apresentando os comediantes holandeses Lion Solser e Piet Hesse.                                                                                                   | [ 3 ] |
| 1907 | Salaviinanpolttajat                  | Louis Sparre Teuvo Puro    | Teppo Raikas Teuvo Puro Jussi Snellman Eero Kilpi Axel Rautio | O primeiro filme de ficção finlandês. Algumas fontes também o consideram ser o primeiro filme de ficção russo, pois a Finlândia era parte do Império Russo até 1917.                              | [ 4 ] |
| 1908 | The Fairylogue and Radio-Plays       | Francis Boggs, Otis Turner | L. Frank Baum                                                 | Primeira adaptação de The Wonderful Wizard of Oz e muitas de suas sequências. Mostrado apenas em apresentações em teatro como parte de apresentação ao vivo, a cópia foi decomposta e descartada. | [ 5 ] |
| 1908 | The Music Master                     | Wallace McCutcheon, Jr.    | D. W. Griffith                                                | A maior parte das primeiras aparições de D. W. Griffith como ator da Biograph Films foi preservada, exceto este título.                                                                           |       |